# Aseraggodes heraldi
Aseraggodes heraldi är en fiskart som beskrevs av Randall och Bartsch 2005. Aseraggodes heraldi ingår i släktet Aseraggodes och familjen tungefiskar. Inga underarter finns listade i Catalogue of Life.